# Сант'Ирене-Торе Векија (Вибо Валенција)
Сант'Ирене-Торе Векија је насеље у Италији у округу Вибо Валенција, региону Калабрија.
Према процени из 2011. у насељу је живело 2 становника. Насеље се налази на надморској висини од -9999 м.